# Interaction de configuration
L'interaction de configuration (configuration interaction en anglais - CI) est une méthode post-Hartree-Fock linéaire variationnelle pour la résolution de l'équation de Schrödinger non relativiste dans l'approximation de Born-Oppenheimer pour un système chimique quantique multi-électronique. Deux sens sont liés à l'expression d'« interaction de configuration » dans ce contexte. Mathématiquement, le terme de configuration décrit simplement la combinaison linéaire de déterminants de Slater utilisée pour la fonction d'onde. En termes de spécification de l'occupation des orbitales (par exemple 1s2 2s2 2p1...), le mot interaction signifie le mélange (interaction) de différentes configurations électroniques (états). En raison des temps de calculs nécessaires et du matériel requis pour des calculs CI, cette méthode est restreinte à des systèmes relativement petits.
Contrairement à la méthode de Hartree-Fock, la CI utilise pour tenir compte de la corrélation électronique une fonction d'onde variationnelle qui est une combinaison linéaire de fonctions d'état de configuration (configuration state function - CSF) construite à partir des orbitales de spin (indiquées par l'exposant SO) :
{\displaystyle \Psi =\sum _{I=0}c_{I}\Phi _{I}^{SO}=c_{0}\Phi _{0}^{SO}+c_{1}\Phi _{1}^{SO}+{...}}
dans laquelle Ψ est habituellement l'état fondamental du système. Si le développement inclut toutes les fonctions d'état de configuration de la symétrie appropriée, il existe une démarche de configuration d'interaction complète (Full CI) qui résout exactement l'équation de Schrödinger électronique dans l'espace défini par la base à une particule. Le premier terme dans le développement ci-dessus est normalement le déterminant Hartree-Fock. Les autres CSF peuvent être déterminées par le nombre d'orbitales de spin échangées avec les orbitales virtuelles du déterminant de Hartree-Fock. Si seule une orbitale de spin diffère, on la décrit comme une déterminant d'excitation simple. Si deux orbitales diffèrent, elles sont décrites comme un déterminant d'excitation double et ainsi de suite. On procède ainsi afin de limiter le nombre de déterminants dans le développement. Par exemple, la méthode CID (de l'anglais Configuration interaction doubles) est limitée à la double excitation seulement. La méthode CISD est limitée aux excitations simples et doubles. Les excitations simples indépendantes ne se mélangent pas avec le déterminant de Hartree-Fock. Ces méthodes (CID et CISD), sont utilisées par de nombreux programmes standard. La correction de Davidson peut être utilisée pour estimer une correction de l'énergie CISD afin de prendre en compte des excitations d'ordre supérieur. Lors de la résolution des équations CI, les approximations vers les états excités sont aussi obtenues, qui diffèrent par les valeurs de leurs coefficients cI.
La procédure CI conduit à la détermination des valeurs propres d'une matrice
{\displaystyle \mathbb {H} \mathbf {c} =\mathbf {e} \mathbb {S} \mathbf {c} ,}
où c est le coefficient du vecteur, e est la matrice des valeurs propres, et les éléments des matrices hamiltonienne et de recouvrement sont, respectivement,
{\displaystyle \mathbb {H} _{ij}=\left\langle \Phi _{i}^{SO}|\mathbf {H} ^{el}|\Phi _{j}^{SO}\right\rangle },
{\displaystyle \mathbb {S} _{ij}=\left\langle \Phi _{i}^{SO}|\Phi _{j}^{SO}\right\rangle }.
Les déterminants de Slater sont construits à partir d'ensembles d'orbitales de spin orthonormées, donnant ainsi {\displaystyle \left\langle \Phi _{i}^{SO}|\Phi _{j}^{SO}\right\rangle =\delta _{ij}}, identifiant {\displaystyle \mathbb {S} } à la matrice identité et simplifiant l'équation matricielle ci-dessus.